# Loan Bozzolo
Loan Bozzolo (Sallanches, 4 maggio 1999) è uno snowboarder francese.

## Biografia
In Coppa del Mondo ha esordito il 16 dicembre 2012 a Montafon (51ª).
Nel 2018 ha preso parte ai XXIII Giochi olimpici invernali a Pyeongchang venendo eliminato nelle batterie e concludendo in ventiquattresima posizione nella gara di snowboard cross.
Il 17 dicembre 2022 ottiene a Cervinia la sua prima vittoria in Coppa del Mondo. Si laurea campione del mondo a Engadina 2025 nello snowboard cross a squadre, in coppia con Julia Pereira de Sousa-Mabileau, e vince anche l'argento nella gara individuale.

## Palmarès

### Mondiali
- 1 medaglia
  - 1 oro (snowboard cross a squadre a Engadina 2025)
  - 1 argento (snowboard cross a Engadina 2025)

### Mondiali juniores
- 2 medaglie:
  - 2 ori (snowboard cross, snowboard cross a squadre a Reiteralm 2019)

### Coppa del Mondo
- Miglior piazzamento nella Coppa del Mondo di snowboard cross: 2º nel 2025
- 6 podi:
  - 2 vittorie
  - 4 terzi posti

#### Coppa del Mondo - vittorie
| Data             | Località | Paese   | Specialità |
| ---------------- | -------- | ------- | ---------- |
| 17 dicembre 2022 | Cervinia | Italia  | SBX        |
| 21 marzo 2025    | Montafon | Austria | SBX        |

Legenda:

SBX = Snowboard cross